# Alihan
Alihan ist ein türkischer männlicher Vorname arabischer und persischer Herkunft mit der Bedeutung „großer (hoher) Herrscher“, gebildet aus den Elementen Ali (arabisch) und han (persisch).

## Namensträger
- Alihan İdikut (* 1995), türkischer Fußballspieler
- Alihan Kubalas (* 1991), türkischer Fußballspieler
- Alihan Öztürk (* 1996), türkischer Fußballspieler
- Alihan Samedov (Əlixan Səmədov; * 1964), aserbaidschanischer Musiker
- Alihan Türkdemir (* 2009), türkischer Kinderdarsteller

### Form Ali Han
- Ali Han Tunçer (* 1995), türkischer Fußballspieler